# Werner Türk
Werner Türk (né le 1er mai 1901 à Berlin et mort en 1986 à Londres) est un écrivain allemand.

## Biographie
Werner Türk est le fils d'un commerçant juif. Il étudie la musique, mais doit abandonner ses études à cause de difficultés financières. Pendant l'hyperinflation de la république de Weimar, il est assistant d'un courtier puis comptable dans une usine de vêtements et commis de banque. Türk écrit pour des journaux tels que Berliner Tageblatt, Arbeiter Illustrierte Zeitung ou Die Rote Fahne. Il est membre de la Schutzverband deutscher Schriftsteller (de). Stefan Zweig remarque son talent. En mars 1933, il émigre à Prague. Ses livres sont brûlés le 10 mai 1933. Il écrit le roman Kleiner Mann in Uniform, où comment un petit-bourgeois devient un membre de la SA. En 1937, il voyage en Norvège et travaille pour la radio norvégienne. Il écrit un livre sur La Flûte enchantée qui est confisqué en 1941. Après l'invasion de la Norvège en 1940, il va au Royaume-Uni. À cause de sa nationalité allemande, il est interné sur l'île de Man en même temps notamment qu'Alfred Sohn-Rethel puis déporté en Australie. Il obtient la nationalité britannique en 1947. Il travaille comme auteur indépendant à Londres. On ne connaît pas d'éléments biographiques après 1962.